# Evgueni Broussilovski
Ievgueni Grigorievitch Broussilovski (en russe : Евге́ний Григо́рьевич Брусило́вский ; né à Rostov-sur-le-Don, le 30 octobre 1905 (12 novembre 1905 dans le calendrier grégorien) et mort à Moscou, 9 mai 1981) est un compositeur russe soviétique installé en RSS kazakhe. Il écrit le premier opéra kazakh et coécrit la musique de l'Hymne de la République socialiste soviétique kazakhe et est nommé Artiste du peuple de la république socialiste soviétique kazakhe.

## Biographie

### Formation
Broussilovski naît en 1905 à Rostov-sur-le-Don, en Russie impériale. Il étudie au Conservatoire de Moscou, et plus tard au Conservatoire de Léningrad, sous la direction de Maximilian Steinberg.

### Carrière
En 1933, il est envoyé à Alma-Ata, au Kazakhstan (alors République socialiste soviétique kazakhe) pour étudier la musique populaire de la région et s'y installe pour le reste de sa vie. À Partir de 1934 jusqu'en 1936, il est le directeur musical du théâtre national kazakh et de 1949 à 1951, le directeur artistique de la Philharmonie. Il fonde l'Opéra Abaï en 1934.
À partir de 1944, Broussilovski enseigne au conservatoire d'Alma-Ata (aujourd'hui Conservatoire national Kurmangazy kazakh) et est nommé professeur de composition en 1955. Parmi ses élèves figurent Alexandre Zatsepine, Bakhydjan Baikadamov, Moukan Toulebaev, Boris Yerzakovitch, Quddus Kuzhamyarov, Erkegali Rakhmadiyev et Sydyk Mukhamedzhanov.
Ievgueni Broussilovski meurt à Moscou en 1981, âgé de 75 ans. Il est enterré au Cimetière de Kountsevo.

## Œuvre
Ievgueni Broussilovski utilise fréquemment la musique et les légendes du Kazakhstan dans ses compositions 
- 9 opéras
  - Kyz Zhibek (1934)
  - Jalbyr (1935)
  - Er Torgyn (Er-Targhin) (1936)
  - Aiman-Sholpan (1938)
  - Le Grain d'or (1940)
  - La Garde, en avant !  (1942)
  - Amangeldy (1945, coauteur M. Toulebaïev)
  - Dudarai (1953)
  - Les héritiers (1962)
- 4 ballets
  - Gulyandom (1940 ; première par le ballet national ouzbek)[4]
  - Kozy Korpesh et Bojan Sulu (1967)
- 8 symphonies[5],[6]
  - Symphonie n° 1 (1931)
  - Symphonie n° 2 (1932)
  - Symphonie n° 3 « la Steppe d'or » (1944)
  - Symphonie n° 4 en ut mineur (1957)
  - Symphonie n° 5 en ré mineur (1961)
  - Symphonie n° 6 en sol « sur un thème de Kurmangazy » (1965 ; prix d'État de la république du Kazakhstan, 1967)
  - Symphonie n° 7 (1969)
  - Symphonie n° 8 (1972)
- Poème lyrique « le Bouleau solitaire » pour orchestre (1942)
- Hymne de la République socialiste soviétique kazakhe (1945, avec Toulebaev et Khamidi)
- Concerto pour piano en ré mineur (1947)
- Concerto pour trompette (1967)
- Concerto pour violoncelle (ou alto) (1969)
- Zheldrme pamyati Baizkova pour orchestre folklorique
- 2 quatuors à cordes (1944, 1951)
- Sonate pour violon
- Boz Aygir (Le cheval sauvage) pour violon et piano
- Scherzo pour violon et piano
- un grand nombre d'œuvres de musiques chorales et vocales
  - Djamboul, Cycle pour ténor et orchestre
  - Cantate kazakhe soviétique, pour récitant, solistes, chœur et orchestre
  - Chansons de la vie pour voix et piano
- 500 chansons et ballades

## Décorations
- prix Staline de 2e classe, pour la cantate Kazakhstan soviétique (1948)
- Ordre du Drapeau rouge du Travail (1956)
- Ordre de Lénine (1959)